# Geospiza fortis
El pinzón de Darwin picomediano, pinzón de Darwin mediano, pinzón de tierra mediano o pinzón terrestre mediano (Geospiza fortis) es una especie de ave paseriforme de la familia Thraupidae perteneciente al género Geospiza. Es endémico de las islas Galápagos en Ecuador. Pertenece al grupo denominado pinzones de Darwin.

## Distribución y hábitat
Se encuentran en diez de las islas del archipiélago: Baltra, Floreana, Isabela, Fernandina, Seymour Norte, Pinzón, San Cristóbal, Santa Cruz, Santa Fe y Santiago.
Habita principalmente en matorrales y bordes de bosque, donde es considerada bastante común. Se encuentra en todas las altitudes y en todos los ambientes, pero es más común en terrenos áridos y en zonas de transición; en tierras altas, son más numerosos durante la temporada no reproductiva.

## Descripción
Como los demás miembros de su género, el pinzón de Darwin picomediano presenta un marcado dimorfismo sexual. El plumaje de las hembras es pardo y veteado, mientras que el de los machos es negro liso, con las puntas de las coberteras infracaudales blancas. Mide alrededor de 12,5 cm de longitud, con lo que en longitud se coloca entre el pinzón de Darwin fuliginoso Geospiza fuliginosa y el picogordo Geospiza magnirostris. El pico de esta especie presenta un tamaño algo variable, aunque la longitud de la mandíbula superior siempre es más grande que la de la base. La forma de las alas también presenta dimorfismo. Actúan diferentes presiones selectivas sobre la forma de las alas de los pinzones, como la selección natural y la selección sexual. Los machos tienen las alas más cortas y redondeadas, lo que les ayuda a maniobrar alrededor de las hembras durante las exhibiciones nupciales.

## Comportamiento
El pinzón de Darwin picomediano se alimenta principalmente de semillas, aunque también come flores, brotes, hojas jóvenes  y ocasionalmente insectos. Busca su alimento tanto en el suelo como sobre la vegetación baja.

## Sistemática

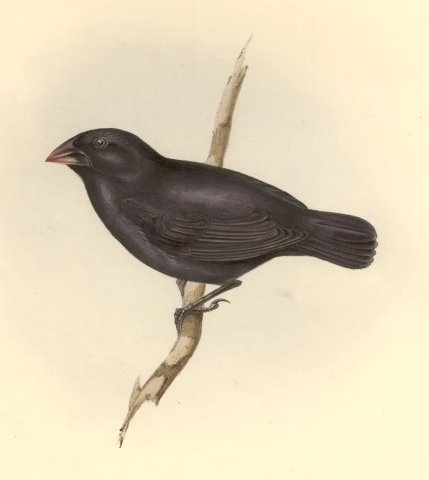
Geospiza fortis, ilustración en Gould The zoology of the voyage of H.M.S. Beagle.

### Descripción original
La especie G. fortis fue descrita por primera vez por el naturalista británico John Gould en 1837 bajo el mismo nombre científico; su localidad tipo es: «Islas Galápagos».

### Etimología
El nombre genérico femenino Geospiza es una combinación de las palabras del griego «geō», que significa ‘suelo’, y «σπιζα spiza» que es el nombre común del pinzón vulgar, vocablo comúnmente utilizado en ornitología cuando se crea un nombre de un ave que es parecida a un pinzón, ; y el nombre de la especie «fortis» en latín significa ‘fuerte, robusto’.

### Taxonomía
Es monotípica. La presente especie raramente híbrida con Geospiza scandens.